# Lorraine Burroughs
Lorraine Burroughs, född 1981 i Birmingham i England, är en brittisk scen- och TV-skådespelare. Hon är mest känd för sin roll i pjäsen The Mountaintop som gav henne en nominering till bästa kläder i Olivier Award 2010. Dessutom har hon deltagit i Kommissarie Banks, Lip Service, Spooks: Code 9, All About George och The Ice Cream Girls.